# Franco Columbo
Javier Esparza Coronado (Guadalajara, 11 de agosto de 1953) es un luchador profesional mexicano retirado, que actualmente trabaja como match maker para el Consejo Mundial de Lucha Libre (CMLL). Esparza es mejor conocido bajo el nombre de ring Franco Columbo, un nombre que usa incluso después de retirarse de la lucha libre.

## Carrera en la lucha libre profesional
Esparza fue entrenado para su carrera en la lucha libre profesional por el legendario entrenador de lucha libre mexicano Diablo Velazco, antes de hacer su debut en 1975 como Franco Columbo. Debido a las conexiones de Velazco con la Empresa Mexicana de Lucha Libre (EMLL), la promoción de lucha libre profesional más antigua del mundo y en ese entonces la más grande de México, Columbo consiguió trabajo en la EMLL solo unos años después de hacer su debut. El 1 de noviembre de 1980, Columbo derrotó a Américo Rocca para ganar el Campeonato Nacional de Peso Welter de México, reteniéndolo durante 92 días antes de que El Supremo lo ganara el 1 de febrero de 1981. A lo largo de la década de 1980 y 1990, Columbo comenzó a trabajar como entrenador para la EMLL (más tarde rebautizada como Consejo Mundial de Lucha Libre; CMLL) ayudando a mejorar a los luchadores jóvenes bajo contrato con EMLL/CMLL. Después de retirarse de la competencia activa a fines de la década de 1990, Columbo comenzó a involucrarse más en los aspectos del booking del CMLL, ascendiendo de rango hasta ser el segundo a cargo junto con Juan Manuel Mar. Los dos son actualmente responsables de planificar los espectáculos semanales de CMLL en Arena México y Arena Coliseo, las dos arenas más populares del CMLL.

## Campeonatos y logros
- Empresa Mexicana de Lucha Libre
  - Campeonato Nacional de Peso Welter (2 veces) [1][2]
- Campeonatos regionales
  - Campeonato de Peso Welter de Occidente (1 vez)

### Luchas de Apuestas
| Ganador (apuesta)                                       | Perdedor (apuesta)                                 | Ubicación           | Evento         | Fecha                   | Notas |
| ------------------------------------------------------- | -------------------------------------------------- | ------------------- | -------------- | ----------------------- | ----- |
| Franco Colombo (cabellera)                              | Guerrero Negro (cabellera)                         | Puebla, Puebla      | Evento en vivo | 10 de enero de 1982     |       |
| Águila Solitaria (máscara) & Franco Colombo (cabellera) | Cid Campeador (máscara) & Ari Romero (cabellera)   | Ciudad de México    | Evento en vivo | 19 de junio de 1982     |       |
| Franco Colombo (cabellera)                              | Divino Roy (cabellera)                             | Ciudad de México    | Evento en vivo | 30 de julio de 1982     |       |
| Faisán (máscara) & Franco Colombo (cabellera)           | Pánico (máscara) & Manuel Robles (cabellera)       | Ciudad de México    | Evento en vivo | 17 de agosto de 1982    |       |
| Jerry Estrada (cabellera)                               | Franco Colombo (cabellera)                         | Ciudad de México    | Evento en vivo | 1 de julio de 1983      |       |
| Hombre Verde (cabellera)                                | Franco Colombo (cabellera)                         | Ciudad de México    | Evento en vivo | 24 de marzo de 1984     |       |
| Ari Romero & Franco Colombo (cabellera)                 | Los Destructores (cabellera) (Vulcano & Tony Arce) | Ciudad de México    | Evento en vivo | 26 de agosto de 1984    |       |
| Javier Cruz (cabellera)                                 | Franco Colombo (cabellera)                         | Ciudad de México    | Evento en vivo | 16 de diciembre de 1984 | [ 3 ] |
| Javier Cruz (cabellera)                                 | Franco Colombo (cabellera)                         | Cuernavaca, Morelos | Evento en vivo | 1 de agosto de 1985     |       |
| Javier Cruz (cabellera)                                 | Franco Colombo (cabellera)                         | Ciudad de México    | Evento en vivo | 23 de marzo de 1986     |       |